# Valtteri Kemiläinen
Valtteri Kemiläinen (Jyväskylä, 16 de dezembro de 1991) é um jogador de hóquei no gelo finlandês. Atualmente joga pelo HC Vityaz da Kontinental Hockey League (KHL).
Kemiläinen fez sua estreia na Liiga jogando com JYP Jyväskylä durante a temporada 2013-14. Mais tarde, ele se juntou ao Tappara, no qual jogou cinco temporadas profissionais antes de sair como agente livre após a temporada 2020-21. Nos Jogos Olímpicos de Inverno de 2022 em Pequim, conquistou a medalha de ouro no torneio masculino.